# Adriano Zaccagnini
Adriano Zaccagnini (Roma, 18 gennaio 1982) è un politico italiano.

## Biografia
Ha conseguito la Laurea in Scienze Politiche nel 2006 all'Università La Sapienza di Roma, con una tesi incentrata sulla figura di Jan Patocka, il maggiore esponente del pensiero fenomenologico nell'Europa dell'est e aderente a Charta 77, e le relazioni con la biopolitica di Michel Foucault e di altri autori. 
Durante gli anni universitari a Roma ha partecipato al movimento studentesco dell'Onda Anomala che si è duramente opposto nei confronti della Riforma Moratti e nel 2008 alla Riforma Gelmini.
Nel 2008 intraprende un ulteriore percorso pratico-formativo incentrato sulla progettazione di insediamenti umani sostenibili e di eco-fattorie. È divenuto membro e docente accreditato per l'Accademia Italiana di Permacultura nel 2011. 
Portavoce della "Campagna per l'Agricoltura Contadina", è stato anche uno dei promotori della Campagna per la libera trasformazione dei prodotti agricoli (Genuino Clandestino) poi divenuta Campagna per l'autodeterminazione alimentare. Fa parte della Task force No Ogm. Si occupa di Agroecologia e di promuovere un'agricoltura ecocompatibile.

### Attività politica
In occasione delle elezioni amministrative del 2008 è candidato nella lista Amici di Beppe Grillo per il XIX Municipio del comune di Roma, senza venire eletto.

#### Elezione a deputato
Alle elezioni politiche del 2013 viene eletto alla Camera dei Deputati, nella circoscrizione Lazio 1, nelle liste del Movimento 5 Stelle.
È stato nell'aprile 2013 uno dei maggiori sostenitori della candidatura di Stefano Rodotà a Presidente della Repubblica, riscontrando in questa persona "un vero custode della Costituzione" e anche un "nome utile per trovare una collaborazione su un'agenda di governo" col centro-sinistra.
Il 24 giugno 2013 abbandona il Movimento 5 Stelle in dissenso con "l'approccio aziendalista del M5S in cui la strategia politica è calata dall'alto" e con la «visione fantascientifica della realtà» di Gianroberto Casaleggio, uno dei leader cinquestelle; passa quindi al Gruppo misto.
Successivamente ha più volte criticato il M5S affermando che è un'organizzazione politica "né democratica né trasparente con un vertice di destra inamovibile".
In occasione delle elezioni europee del 2014 ha dato il suo appoggio alla formazione di sinistra L'Altra Europa con Tsipras.
Il 14 ottobre 2014 abbandona il gruppo misto e aderisce come indipendente al gruppo parlamentare Sinistra Italiana-Sinistra Ecologia Libertà.
Il 13 settembre 2016, a poco meno di due anni dal suo ingresso come indipendente nel gruppo parlamentare SEL  abbandona il gruppo alla Camera, riapprodando così nuovamente al Gruppo misto.
Il 25 novembre, in occasione della votazione della Legge di Bilancio, vota la fiducia al Governo Renzi, entrando quindi in maggioranza. Il 13 dicembre seguente vota la fiducia anche al Governo Gentiloni.
Il 28 febbraio aderisce come indipendente al gruppo parlamentare Articolo 1 - Movimento Democratico e Progressista.
L'11 gennaio 2018 abbandona Articolo 1 - MDP e torna nuovamente nel Gruppo misto, all'interno del quale rimane sino alla fine della legislatura.
In vista delle elezioni politiche del 2018 ha sostenuto la lista Potere al Popolo!

## Controversie
Adriano Zaccagnini ha ricevuto forti critiche per le sue posizioni sulla presunta pericolosità delle vaccinazioni. Nell'aprile 2017 ha organizzato alla Camera dei deputati un convegno dal titolo Libertà di scelta per vaccinarsi in sicurezza, suscitando forti polemiche in particolare da parte del virologo dell'Università Vita-Salute San Raffaele Roberto Burioni. Sul convegno si sono espressi negativamente anche parlamentari fra cui lo stesso capogruppo di Articolo 1 - Movimento Democratico e Progressista Francesco Laforgia, il quale ha dichiarato a La Repubblica che "L'iniziativa di Zaccagnini è personale e non ha nulla a che fare con la posizione del gruppo e di articolo Uno su questo tema". Il ministro della salute Beatrice Lorenzin ha definito il convegno un "Blitz di paladini dell’antiscienza" e il "Board del calendario vaccinale per la Vita", composto dai rappresentanti delle principali associazioni di infettivologi e pediatri, ha espresso "la più viva preoccupazione per l’evento", evidenziando come "iniziative come queste potrebbero contribuire all’ulteriore decremento delle coperture vaccinali con il conseguente aumento di malattie prevenibili". Intervistato da La Repubblica il 12 aprile 2017, alla domanda della giornalista Monica Rubino sulla sua posizione in relazione ai vaccini, ha risposto "Non sono antivaccinista. Ho una posizione intermedia, sono per vaccinarsi in sicurezza. Ho approfondito e penso che l'informazione su questo tema non sia completa".
Il 28 giugno 2017 pubblica sul suo profilo di Facebook uno studio intitolato "Outbreak of Measles Among Persons With Prior Evidence of Immunity, New York City, 2011", evidenziando come, secondo la sua erronea interpretazione dell'articolo, il vaccino contro il morbillo potesse essere l'origine della stessa epidemia di questa malattia. Tuttavia va evidenziato come, al contrario di quanto affermato da Zaccagnini, non esista alcuna evidenza nella letteratura scientifica che indichi la possibilità di trasmissione del morbillo a causa del Vaccino MPR. Nello stesso giorno pubblica un estratto della "Guida alla degenza per pazienti e familiari" dell'Arcispedale Santa Maria Nuova di Reggio Emilia, in cui si raccomanda ai pazienti autotrapiantati o sottoposti a chemioterapia convenzionale di evitare il contatto con individui recentemente vaccinati con virus vivi o attenuati, includendo anche il vaccino trivalente MPR per il morbillo, parotite e rosolia. Queste osservazioni sono tuttavia in netto contrasto con le raccomandazioni dell'Infectious Diseases Society of America e dell'Advisory Committee on Immunization Practices, che ritengono la somministrazione del vaccino MPR sicura per le persone che vivono a stretto contatto con individui immunodepressi. Le pubblicazioni scientifiche infatti evidenziano come certe malattie prevenibili con il vaccino, come il morbillo,  possano rappresentare un rischio per i pazienti sottoposti a trapianto di cellule staminali ematopoietiche: per questo motivo è fortemente raccomandata la vaccinazione ai familiari, al fine di minimizzare l'esposizione dell'immunodepresso a tali infezioni.